# Oldřich Sedlák
Oldřich Sedlák (3. listopadu 1922, Brno – 4. září 1985, Brno) byl československý hokejový útočník.

## Hráčská kariéra
Jako reprezentant se zúčastnil olympiády v roce 1952, kde Československo skončilo na 4. místě. Na mistrovství světa 1955 získal s týmem bronzovou medaili za 3. místo. V reprezentačním dresu odehrál celkem 20 zápasů a vstřelil 5 gólů. V lize hrál za ZJS Zbrojovka Spartak Brno.